# 마이크로소프트 소프트웨어 목록
다음은 마이크로소프트의 저명한 응용 소프트웨어 목록이다.

## 소프트웨어 개발
- BASICA
- CLR Profiler
- 깃허브
- GW 베이직
- IronRuby
- IronPython
- J스크립트
- Microsoft Liquid Motion
- 마이크로소프트 베이직. 다음으로도 라이선스됨:
  - Altair BASIC
  - AmigaBASIC
  - 애플소프트 베이직
  - Commodore BASIC
  - Color BASIC
  - MBASIC
  - Spectravideo Extended BASIC
  - TRS-80 Level II BASIC
- 마이크로소프트 매크로 어셈블러
- 마이크로소프트 스몰 베이직
- 마이크로소프트 비주얼 소스세이프
- 마이크로소프트 XNA
- 마이크로소프트 웹매트릭스
- MSX 베이직
- NuGet
- 큐베이직, 퀵베이직
- 팀 파운데이션 서버
- VB스크립트
- 마이크로소프트 비주얼 스튜디오
  - 마이크로소프트 비주얼 스튜디오 익스프레스
  - 비주얼 베이직
  - 비주얼 베이직 닷넷
  - 비주얼 베이직 포 애플리케이션
  - 비주얼 C++
    - C++/CLI
    - Managed Extensions for C++

  - Visual C#
  - 비주얼 폭스프로
  - 비주얼 J++
  - 비주얼 J#
  - 비주얼 스튜디오 코드
  - Visual Studio Lab Management
  - Visual Studio Team Services
  - Visual Studio Tools for Office
  - Visual Studio Tools for Applications
  - VSTS Profiler
- 윈도우 API
- 윈도우 SDK
- WordBASIC
- Xbox Development Kit

## 3D
- 빙 맵스 포 엔터프라이즈 (과거 이름: "Bing Maps Platform", "Microsoft Virtual Earth")
- Direct3D
- 하복
- 홀로스튜디오
- Kinect for Windows SDK
- 마이크로소프트 소프트이미지
- 그림판 3D
- Simplygon
- trueSpace
- View 3D

## 디지털 미디어 제작
- AutoCollage 2008
- 마이크로소프트 디지털 이미지
- 마이크로소프트 익스프레션 스튜디오
  - 마이크로소프트 익스프레션 웹
  - 마이크로소프트 블렌드
  - 마이크로소프트 익스프레션 인코더
  - 마이크로소프트 익스프레션 미디어
- Microsoft Picture It!
- 윈도우 무비 메이커
- 윈도우 미디어 인코더
- 윈도우 미디어 센터
- Microsoft Research Image Composite Editor
- Photo Story
- Photosynth

## 교육
- Creative Writer
- 엔카르타
- Microsoft Mathematics
- Microsoft Student

## 인터넷
- 빙 (검색 엔진)
- Browstat
- Microsoft Comic Chat
- 마이크로소프트 실버라이트
- MSN
- 스카이프
- So.cl
- 야머
- 윈도우 필수 패키지
  - Microsoft Family Safety
  - 마이크로소프트 아웃룩
  - 원드라이브
  - 윈도우 라이브 메일
  - Windows Live Writer
  - 윈도우 사진 갤러리
  - 윈도우 라이브 메신저

## 유지보수 및 관리
- Microsoft Anti-Virus
- 마이크로소프트 시큐리티 에센셜
- Microsoft Desktop Optimization Pack
- Sysinternals 유틸리티
  - 프로세스 익스플로러
  - 프로세스 모니터
  - PageDefrag
- SyncToy
- 윈도우 스테디스테이트
- 윈도우 라이브 원케어

## 운영 체제
- MS-DOS
  - SB-DOS
  - COMPAQ-DOS
  - NCR-DOS
  - Z-DOS
  - 86-DOS
- 마이크로소프트 윈도우
  - 윈도우 NT
  - 윈도우 CE
  - 윈도우 임베디드
  - 윈도우 모바일
  - 윈도우 폰
  - 윈도우 사전 설치 환경
  - 윈도우 서버
  - 윈도우 95
  - 윈도우 98
  - 윈도우 미
  - 윈도우 2000
  - 윈도우 XP
  - 윈도우 서버 2003
  - 윈도우 서버 2008
  - 윈도우 서버 2012
  - 윈도우 서버 2016
  - 윈도우 비스타
  - 윈도우 7
  - 윈도우 8
    - 윈도우 RT

  - 윈도우 8.1
    - 윈도우 RT 8.1

  - 윈도우 10
- MSX-DOS
- OS/2
- HomeOS
- 미도리
- MIDAS
- 싱귤래러티
- 제닉스
- 준

## 생산성
- 마이크로소프트 액세스
- Microsoft Entourage
- 마이크로소프트 엑셀
- 마이크로소프트 프론트페이지
- 마이크로소프트 인포패스
- 마이크로소프트 맵포인트
- 마이크로소프트 머니
- 마이크로소프트 오피스 공유 도구
  - 마이크로소프트 오피스 픽처 매니저
  - Office Assistant
- 마이크로소프트 원노트
- 마이크로소프트 아웃룩
- 마이크로소프트 파워 BI
- 마이크로소프트 파워포인트
- 마이크로소프트 프로젝트
- 마이크로소프트 퍼블리셔
- Microsoft Response Point
- 마이크로소프트 셰어포인트 워크스페이스
- 마이크로소프트 스케줄+
- 오피스 스웨이
- 마이크로소프트 비지오
- Microsoft Vizact
- 마이크로소프트 워드
- 마이크로소프트 웍스
- 오피스 365
- 마이크로소프트 다이내믹스
- 아웃룩 웹 앱
- 비즈니스용 스카이프
- Wunderlist

### 제품군
- 마이크로소프트 오피스
  - 마이크로소프트 오피스 3.0
  - 마이크로소프트 오피스 95
  - 마이크로소프트 오피스 97
  - 마이크로소프트 오피스 2000
  - 마이크로소프트 오피스 XP
  - 마이크로소프트 오피스 2003
  - 마이크로소프트 오피스 2007
  - 마이크로소프트 오피스 2010
  - 마이크로소프트 오피스 2013
  - 마이크로소프트 오피스 2016
- 맥용 마이크로소프트 오피스
  - 마이크로소프트 오피스 98 매킨토시 에디션
  - 마이크로소프트 오피스 2001
  - 마이크로소프트 오피스
  - 맥용 오피스 2004
  - 맥용 마이크로소프트 오피스 2008
  - 맥용 마이크로소프트 오피스 2011
  - 마이크로소프트 오피스 2016
  - 마이크로소프트 오피스 2016

## 비디오 게임
- 에이지 오브 엠파이어 시리즈
- 에이지 오브 미쏠로지
- 에이지 오브 미쏠로지: 티탄의 복수
- 아케이드 시리즈
- Asheron's Call
- Best of Microsoft Entertainment Pack
- 데드 라이징 3
- 플라이트
- 플라이트 시뮬레이터 시리즈
- 프리랜서
- 기어스 오브 워 시리즈
- Halo 시리즈
- Microsoft Entertainment Pack: The Puzzle Collection
- Midtown Madness 시리즈
- 마인크래프트
- MotoGP
- 모토크로스 매드니스 (1998)
- 라이즈 오브 네이션즈
- 스페이스 시뮬레이터
- 트레인 시뮬레이터
- 주 타이쿤 시리즈

## 서버
- 마이크로소프트 애저
- 마이크로소프트 백오피스 서버
- 마이크로소프트 비즈토크 서버
- Microsoft Commerce Server
- Microsoft Content Management Server
- 마이크로소프트 익스체인지 서버
- 마이크로소프트 포어프론트
  - Exchange Online Protection
  - Forefront Identity Manager
  - Microsoft Forefront Threat Management Gateway
  - Microsoft Forefront Unified Access Gateway
- Microsoft Host Integration Server
- Microsoft Identity Integration Server
- Microsoft Merchant Server
- 마이크로소프트 사이트 서버
- 셰어포인트
- 마이크로소프트 오피스 퍼포먼스포인트 서버
- 마이크로소프트 프로젝트 서버
  - 마이크로소프트 오피스 프로젝트 포트폴리오 서버
- 마이크로소프트 스피치 서버
- 마이크로소프트 SQL 서버
- 마이크로소프트 서버
  - System Center Advisor
  - System Center Configuration Manager
  - System Center Data Protection Manager
  - System Center Essentials
  - System Center Operations Manager
  - System Center Service Manager
  - System Center Virtual Machine Manager
- 마이크로소프트 버추얼 서버
- Search Server
- Skype for Business Server
- Windows Admin Center

## 윈도우 구성 요소
- ClickOnce
- DirectX
- 디스크 정리
- Ease of Access (과거 이름: 유틸리티 관리자)
- 파일 탐색기
- 인터넷 익스플로러
- 인터넷 정보 서비스
- 하이퍼-V
- 마이크로소프트 에이전트
- 계산기 (윈도우)
- Cmd.exe (과거 이름: COMMAND.COM)
- 마이크로소프트 코타나
- 마이크로소프트 엣지
- 돋보기 (윈도우)
- 마이크로소프트 내레이터
- 메모장 (소프트웨어)
- 그림판
- Microsoft Speech API
- 워드패드 (과거 이름: 윈도우 라이트)
- 가상 키보드
- 윈도우 레지스트리
- Windows Chat
- 윈도우 디펜더
- 윈도우 디스크 조각 모음
- Windows Easy Transfer (과거 이름: 파일 및 설정 전송 마법사)
- 윈도우 인스톨러
- 윈도우 미디어 플레이어
- 윈도우 파워셸
- Windows Services for UNIX
- 윈도우 음성 인식
- 마이크로소프트 스토어
- 윈도우 투 고

## 기타
- 마이크로소프트 밥
- 마이크로소프트 플러스!